# Chloroclystis anthrax
Chloroclystis anthrax är en fjärilsart som beskrevs av Karl Dietze 1910. Chloroclystis anthrax ingår i släktet Chloroclystis och familjen mätare. Inga underarter finns listade i Catalogue of Life.